# TT5
| F35 | f · r | D59 | t · F51 | M19 |

| F35 | f · r | D59 | t · F51 | M19 |

La Tomba di Neferabet, identificata con la sigla TT5 (Theban Tomb 5) è una delle Tombe dei Nobili ubicate nell'area della cosiddetta Necropoli Tebana, sulla sponda occidentale del Nilo dinanzi alla città di Luxor, in Egitto. Destinata a sepolture di nobili e funzionari connessi alle case regnanti, specie del Nuovo Regno, l'area venne sfruttata, come necropoli, fin dall'Antico Regno e, successivamente, sino al periodo Saitico (con la XXVI dinastia) e Tolemaico.

## Titolare
TT5 Era la tomba di:
| Titolare  | Titolo                                        | Necropoli      | Dinastia/Periodo         | Note |
| --------- | --------------------------------------------- | -------------- | ------------------------ | --- |
| Neferabet | Servo nel Luogo della Verità(artigiano reale) | Deir el-Medina | XIX dinastia (Ramses II) | fila superiore delle tombe, nei pressi di TT213; leggermente a sud, e in basso, rispetto alla casa di Schiaparelli |

### Biografia
Neferronpet e Mahi furono i suoi genitori, mentre Taesi fu sua moglie; Neferronpet, Ramose, Nedjemger, Meriunu furono i suoi figli.

## Descrizione
La tomba presenta due camere sepolcrali.
In una camera un figlio del titolare della sepoltura è mostrato nell'atto di offertorio a Neferabet e a sua moglie Taesi; un gran numero di familiari: il gruppo comprende lo stesso Neferabet, suo "padre" (forse suocero) Amenmose curatore degli scorpioni e suo fratello Amenemope. Sono presenti, inoltre, i figli di Neferabet, Neferronpet, Ramose, Nedjemger, Meriunu, e i fratelli di Neferabet, Anhotep, Ipu, Huy, Merymaat. Le donne del rilievo comprendono la moglie di Neferabet, Taesi, la madre di quest'ultima Tenthaynu, sua sorella Istnofret ed altre sorelle. Il defunto è mostrato in atto di adorazione della dea Hathor mentre in altre scene alcuni familiari, tra cui lo stesso Neferabet, sono rappresentati in adorazione di Ra-Horakhti.
Nella seconda camera cinque pannelli rappresentano la famiglia in adorazione di Anubi.
Una stele, che menziona Neferranpet, padre di Neferabet, si trova oggi al British Museum (cat. BM150)

Foto del 1905-1914 durante gli scavi. Archivio fotografico Museo Egizio, Torino.
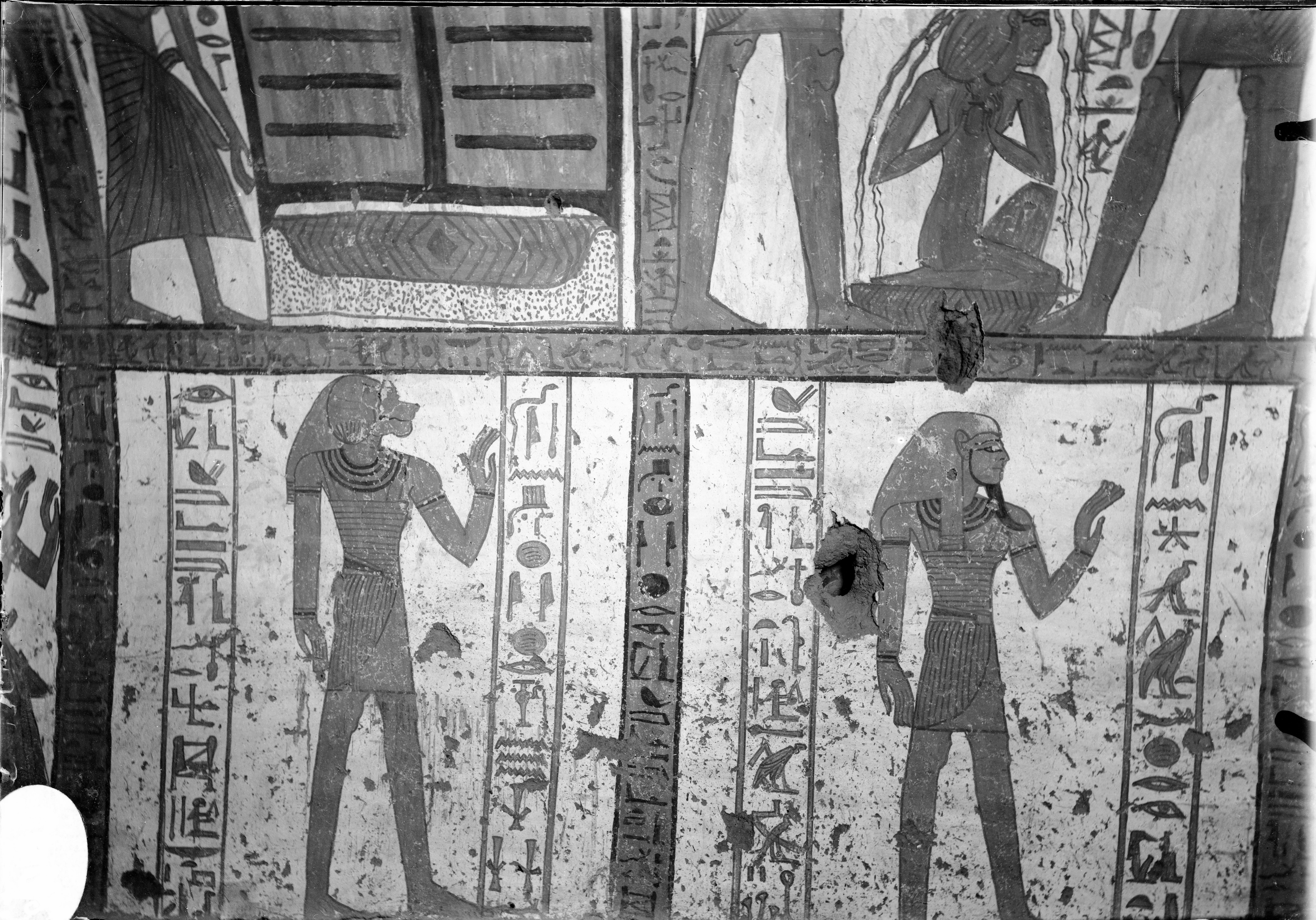
Dettaglio della parete ovest della camera funeraria di TT 5, la tomba di Neferabet. Sono riconoscibili a sinistra il genio funerario Qebekhsenuf e a destra il genio funerario Duamutef.
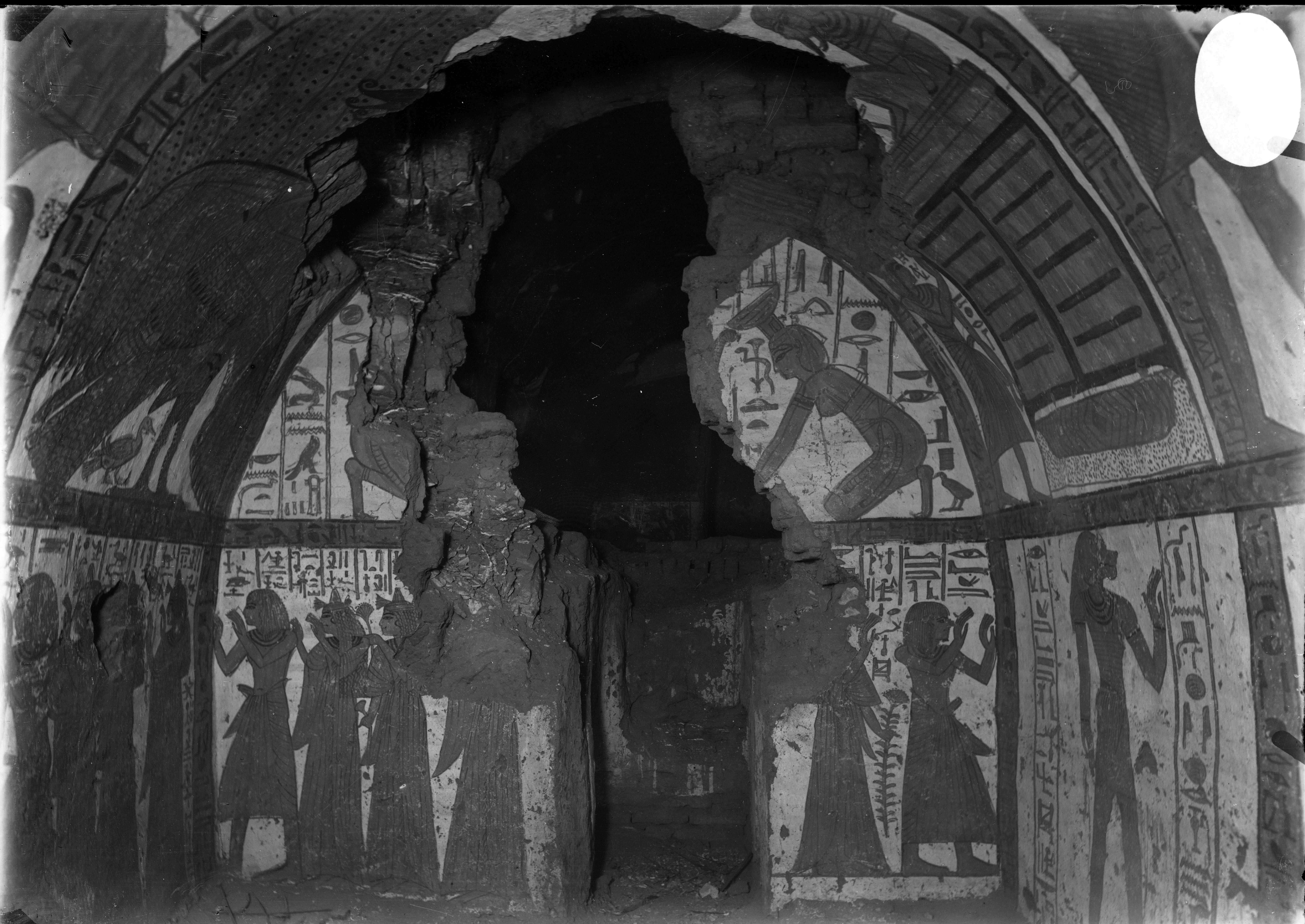
Parete sud della camera funeraria. La parete si presenta piuttosto danneggiata, si riconosce nel registro superiore la dea Neftis inginocchiata, alla quale doveva accostarsi simmetricamente, dall'altra parte, la dea Iside, anch'essa inginocchiata. Della dea sono rimasti soltanto i piedi. Nel registro inferiore sono invece visibili scene di adorazione.
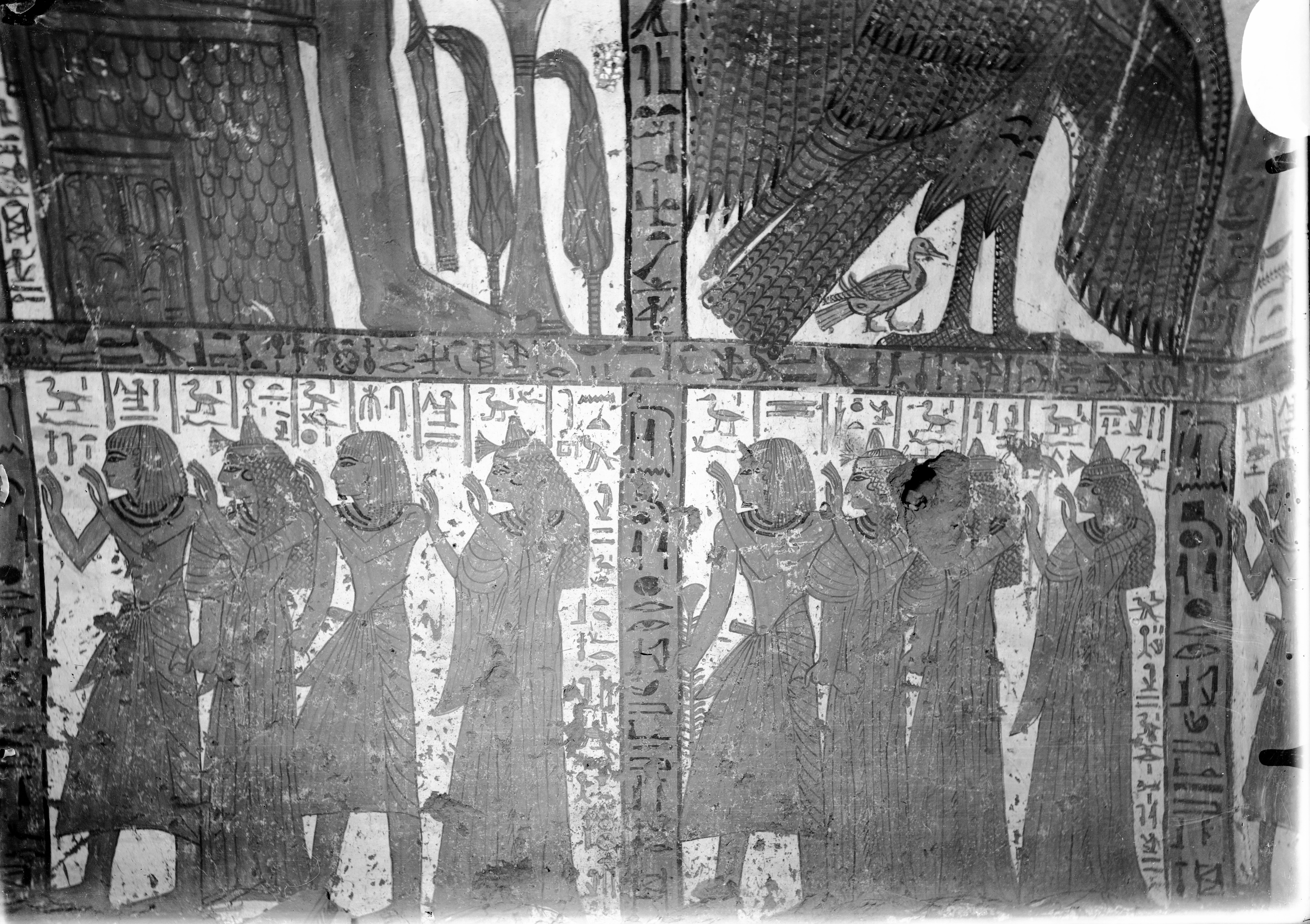
Parete est della camera funeraria. Il defunto con i famigliari è rappresentato nell'atto di adorare il dio Anubi (non visibile nella foto).
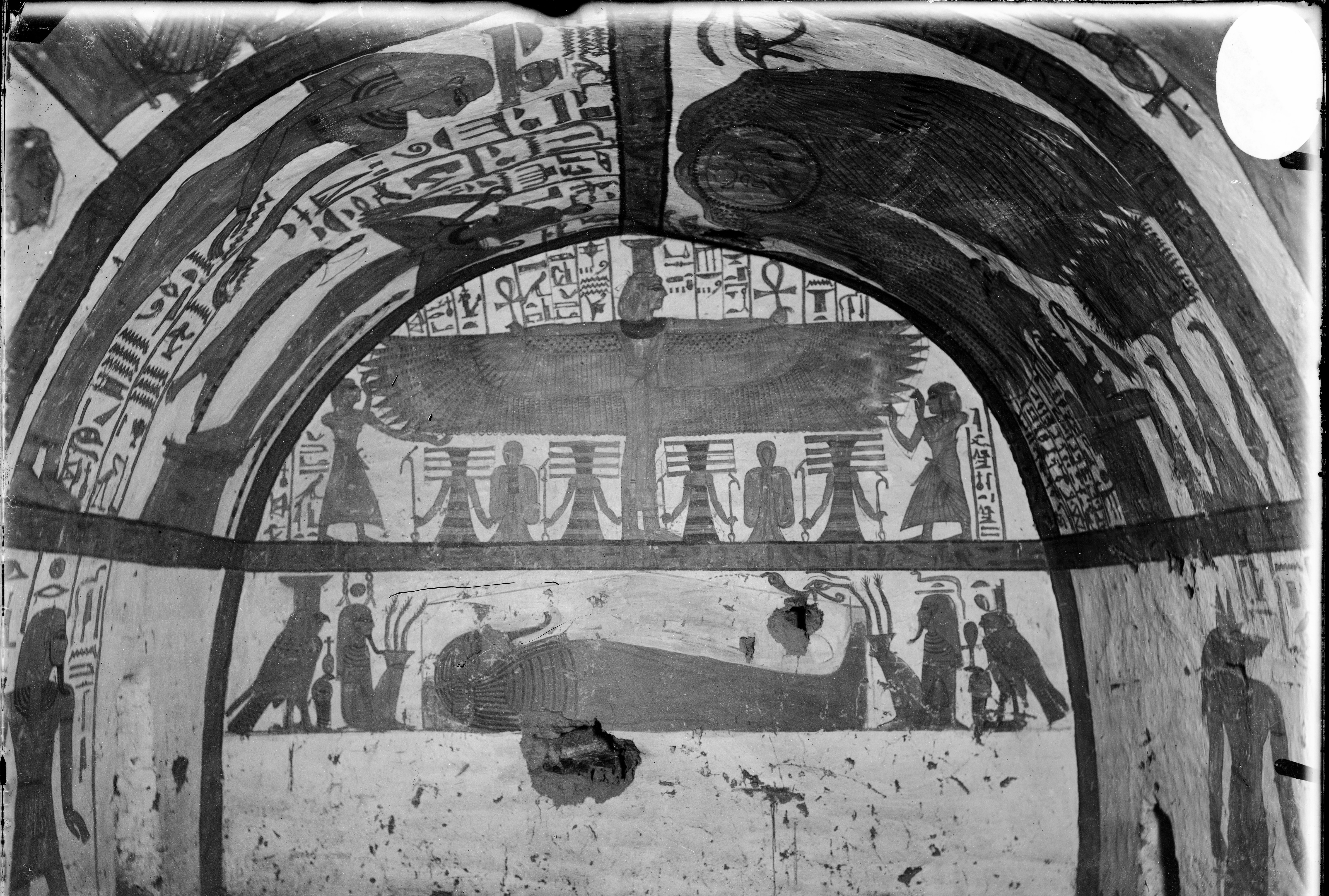
Parete nord (di fondo) della camera funeraria. Nel registro superiore, la dea Neftis alata, venerata dal defunto e dai suoi famigliari. Il registro sottostante invece mostra la mummia del defunto, ai cui lati sono la dea Neftis (a sinistra) e la dea Iside (a destra) sotto forma di falchi. Accanto a loro, due figure divine (Khekekh e Djet).

### Annotazioni
1. ↑  La prima numerazione delle tombe, dalla numero 1 alla 253, risale al 1913 con l'edizione del "Topographical Catalogue of the Private Tombs of Thebes" di Alan Gardiner e Arthur Weigall. Le tombe erano numerate in ordine di scoperta e non geografico; ugualmente in ordine cronologico di scoperta sono le tombe dalla 253 in poi.
2. ↑  I campi della Duat, ovvero l'aldilà egizio, si trovavano, secondo le credenze, proprio sulla riva occidentale del grande fiume.
3. ↑  Nella sua epoca di utilizzo, l'area era nota come "Quella di fronte al suo Signore" (con riferimento alla riva orientale, dove si trovavano le strutture dei Palazzi di residenza dei re e i templi dei principali dei) o, più semplicemente, "Occidente di Tebe".
4. ↑  le Tombe dei Nobili, benché raggruppate in un'unica area, sono di fatto distribuite su più necropoli distinte.
5. ↑  Le note, sovente di inquadramento topografico della tomba, sono tratte dal "Topographical Catalogue" di Gardiner e Weigall, ed. 1913 e fanno perciò riferimento alla situazione dell'epoca.
6. ↑  Set-Maat = "Luogo della Verità" era uno dei nomi con cui era noto il villaggio operaio di Deir el-Medina. Il villaggio era anche noto come Pa-demi, ovvero, semplicemente, "il villaggio".

### Fonti
1. ↑  Porter e Moss 1927,  p. 12.
2. ↑  Gardiner e Weigall 1913.
3. ↑  Donadoni 1999, , p. 115.
4. ↑  Tosi 2005, , Vol. II, p. 152.
5. ↑  Porter e Moss 1927,  p. 11.